# Кузнечиков Буерак
Кузнечиков Буерак — упразднённый хутор в Серафимовичском районе Волгоградской области России. Входил в состав Буерак-Поповского сельсовета. Исключен из учётных данных в 2002 году.

## География
Хутор располагался на левом берегу реки Дон в устье оврага Большой, на расстоянии примерно 3 км по прямой юго-западнее хутора Хованский.

## История
До упразднения уездно-губернского деления хутор Кузнечиков входил (по состоянию на 1918 год) в состав Усть-Медведицкого юрта Усть-Медведицкого округа Области войска Донского.
Постановлением Волгоградской областной думы от 13 июня 2002 года № 9/276 хутор исключен из учётных данных.